# Dekalog II
Dekalog II (Dekalog, dwa) – polski telewizyjny film psychologiczny z 1988 roku w reżyserii Krzysztofa Kieślowskiego, zrealizowany według scenariusza napisanego przezeń wraz z Krzysztofem Piesiewiczem. Jest to nominalnie druga część cyklu filmów Dekalog, reinterpretująca drugie przykazanie Dekalogu: „Nie będziesz wzywał imienia Boga twego nadaremno”, w realiach warszawskiego Ursynowa lat 80. XX wieku. Bohaterem Dekalogu II jest ordynator szpitala (Aleksander Bardini), postawiony w obliczu dylematu. Żona jego pacjenta (Krystyna Janda), nosząca ciążę w związku z innym mężczyzną, planuje dokonać aborcji (jeśli mąż przeżyje) lub związać się z kochankiem (jeśli mąż umrze), a odpowiedzialnością za ową decyzję obarcza także ordynatora.

## Fabuła
Ordynator szpitala w Warszawie wiedzie monotonne życie samotnika w mieszkaniu na blokowisku. Jedynymi jego towarzyszami są rybki w akwarium oraz papużka. Pewnego razu młoda skrzypaczka Dorota Geller, która dwa lata wcześniej przejechała psa ordynatora, puka do jego mieszkania. Dorota pyta ordynatora o swojego męża Andrzeja, himalaistę, który przebywa na oddziale szpitala, w którym pracuje ordynator. Zapytany zbywa Dorotę stwierdzeniem, że może ją przyjąć dopiero na dyżurze w szpitalu. Kiedy ordynator popija mleko w swoim mieszkaniu, przychodzi doń gospodyni Basia. Mężczyzna opowiada jej o swej roślince, która „coś mi choruje”. Akcja przejściowo przenosi się do mieszkania Doroty, która odsłuchuje nieodebrane połączenia telefoniczne.
Ordynator, opowiedziawszy Basi anegdotę ze swej pracy, wychodzi na korytarz bloku, gdzie znów spotyka Dorotę. Mówi jej, że dozorca skarżył się, iż ktoś wyrzucił zająca spod balkonu; ordynator zawiadamia Dorotę, że może ją przyjąć wyłącznie w miejscu pracy. Dorota wraca do swego pokoju, gdzie odziera swoją roślinkę na balkonie z liści i pozostawia samą łodygę. Odbiera od listonosza chorobowe, po czym wychodzi z mieszkania. Ordynator po przyjściu do szpitala zastaje Dorotę już przy mężu. Skrzypaczka, otrzymawszy pozwolenie na widzenie się z ordynatorem, pyta o stan męża. Ordynator stwierdza, że stan Andrzeja jest ciężki, ale nie podaje szczegółów. Kobieta wychodzi z gabinetu.
Gdy ordynator kończy swój dyżur, Dorota czai się na niego w swym samochodzie i śledzi go. Gdy jednak gubi jego ślad, wchodzi do jego mieszkania późną nocą i zapala papierosa. Następnie żąda od niego informacji o stanie męża. Gdy nie otrzymuje odpowiedzi, opowiada mu swoją historię. Od trzech miesięcy jest w ciąży z innym mężczyzną. Jeżeli usunie ciążę, nie będzie już miała szans na urodzenie dziecka. Jeżeli jej mąż będzie żył, ona deklaruje dokonanie aborcji. Jeżeli on umrze, ona donosi ciążę i zwiąże się z kochankiem. Na koniec Dorota pyta ordynatora o jego wiarę w Boga. Gdy mężczyzna odpowiada jej, że jego Boga starczy wyłącznie dla niego samego, skrzypaczka żegna ordynatora słowami: „Niech pan poprosi dziś swojego Boga o rozgrzeszenie”.
Idąc korytarzem ku swemu mieszkaniu, Dorota spotyka się z Jankiem Wierzbickim, przyjacielem Andrzeja. Ten powiadamia ją, że za tydzień będzie musiał wyjechać z Polski. Oboje wdają się ze sobą w kłótnię na temat Andrzeja. Gdy Dorota jest już sama, przeprowadza eksperyment. Pcha stojącą na stole szklankę herbaty ku krawędzi, w wyniku czego przedmiot rozbija się o podłogę. Słuchając głośnej muzyki, otrzymuje wiadomość głosową od swego kochanka, jednak szybko ją wyłącza.
Spotkawszy się z ginekologiem, Dorota deklaruje chęć dokonania aborcji. Otrzymuje bliski termin, po czym spotyka się z kolegą swego kochanka. Ten opowiada jej, że kochanek będzie do niej telefonował. Tymczasem ordynator, przejrzawszy najnowsze wyniki badań dotyczące Andrzeja, wymienia spojrzenie z tajemniczym mężczyzną, po czym zastanawia się, co powiedzieć Dorocie. Nocą do Doroty dzwoni jej kochanek z zapytaniem, czy otrzymała paszport. Dorota stwierdza, że to już nie ma znaczenia i że dokona aborcji. Gdy spogląda jednak na zdjęcie męża z jego wyprawy, odkłada słuchawkę telefonu.
Gdy ordynatora znów odwiedza Basia, on opowiada jej o dawnym, tragicznym przeżyciu z okresu II wojny światowej – wybuchu jego poprzedniego domu, w którym zginęła cała jego rodzina. Dorota zaś w szpitalu odwiedza Andrzeja. Gdy wychodzi, tajemniczy mężczyzna śledzi oboje wzrokiem; wówczas Andrzej nagle się pobudza, słysząc dudnienie wody kapiącej z popękanych ścian i sufitu. Dorota znów zajmuje czas ordynatorowi, by powiadomić go o chęci dokonania aborcji. Ordynator jednak decyduje się skłamać wobec Doroty i twierdzi, że jej małżonek umrze.
Pewnego dnia Andrzej, leżąc w szpitalu, otwiera oczy. Obserwuje, jak w leżącej niedaleko szklance kompotu skąpana jest pszczoła. Ta jednak walczy o życie, wspinając się po słomce, po czym wychodzi na powierzchnię. Andrzej spotyka się z ordynatorem, dziękując mu za uratowanie życia i ocalenie dziecka Doroty.

## Obsada
- Krystyna Janda – Dorota Geller
- Aleksander Bardini – ordynator

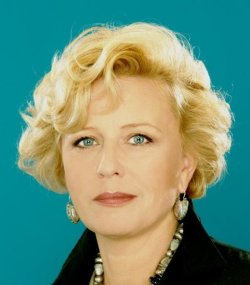
Krystyna Janda, odtwórczyni roli Doroty

- Olgierd Łukaszewicz – Andrzej Geller, mąż Doroty
- Artur Barciś – laborant
- Stanisław Gawlik – listonosz Wacek
- Krzysztof Kumor – ginekolog
- Krystyna Bigelmajer – pielęgniarka
- Karol Dillenius(inne języki) – chory leżący obok Andrzeja
- Jerzy Fedorowicz – Janek Wierzbicki, przyjaciel Andrzeja
- Piotr Fronczewski – kochanek Doroty (głos)
- Aleksander Trąbczyński – kolega kochanka Doroty

## Produkcja

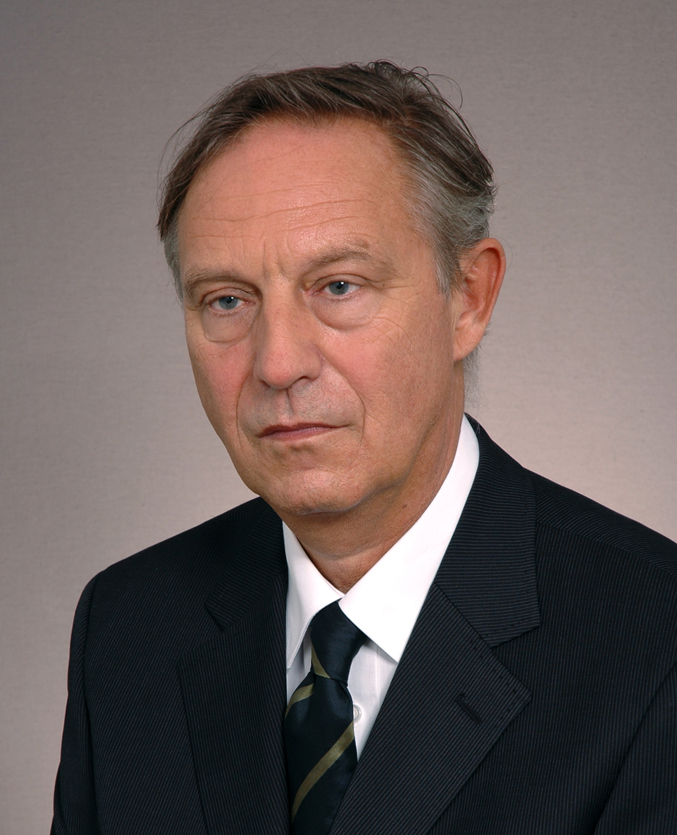
Krzysztof Piesiewicz, współscenarzysta filmu (2005)

Dekalog II jest nominalnie drugą częścią cyklu filmów telewizyjnych Dekalog, nakręconych przez Krzysztofa Kieślowskiego według scenariusza napisanego przezeń wraz z adwokatem Krzysztofem Piesiewiczem. Pomysł na Dekalog II Piesiewicz zaczerpnął ze wspomnień z dzieciństwa:

Latem okna naszego domu na wsi były otwarte na oścież. Do środka raz po raz wlatywały pszczoły lub osy. Jeśli akurat trafiły na kompot, krążyły wokół szklanki, a potem lądowały na jej krawędzi, schodziły do wnętrza i często wpadały do słodkiego płynu. Obserwowałem, jak prawie topiły się, a potem wolno gramoliły po szklanej ścianie, wychodząc cało z sytuacji, wydawałoby się, bez wyjścia.

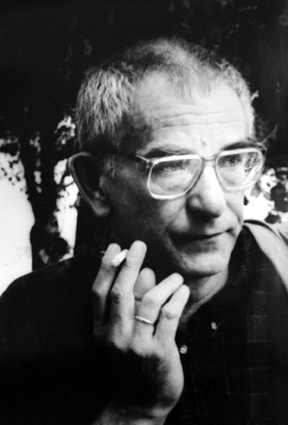
Krzysztof Kieślowski, reżyser filmu (1994)

Prace scenariuszowe nad Dekalogiem II były rozwinięciem tego pomysłu. Kieślowski i Piesiewicz, pisząc scenariusz, utknęli na scenie ukazującej przełom w chorobie Andrzeja. Ponieważ obu scenarzystom banalne wydawałoby się obwieszczenie pomyślnego wyniku badań przez lekarza, Kieślowski i Piesiewicz postanowili obrazowo przedstawić ów przełom za pomocą wspomnianego wizerunku pszczoły w szklance kompotu. Kieślowski, pracując nad stroną estetyczną filmu, sięgnął z kolei ku innemu źródłu inspiracji; łuszcząca się farba na ścianach szpitala była nawiązaniem do filmu Szpital (1977) tego samego reżysera.
Rolę ordynatora zagrał doświadczony aktor Aleksander Bardini. Po jego śmierci Kieślowski stwierdził, że owa postać istniała w scenariuszu „tylko dlatego, że istniał Bardini. Gdybym go nie znał, nie wymyśliłbym tej postaci”. Dekalog II we wspomnieniach Piesiewicza jawił się jako „najbardziej enigmatyczna” część cyklu, „jeśli chodzi o odwoływanie się do przykazań jako drogowskazów. Nawet powiedziałbym samokrytycznie, że struna jest bardzo mocno naciągnięta”.
Zdjęcia do Dekalogu II nakręcił Edward Kłosiński. Współpracę z reżyserem wspominał dobrze, przy czym zaznaczał: „Bohaterem filmów Kieślowskiego może być człowiek prosty, lecz Kieślowski nigdy nie potraktuje go z góry”.

## Odbiór
Dekalog II był na ogół pozytywnie oceniany przez krytyków. Eva M. Stadler pisała, że ów film „znakomicie ilustruje montażowe mistrzostwo Kieślowskiego oraz jego specyficzny rodzaj realizmu, w którym to, co niewidzialne, zostaje przywołane, a to, co niezgłębione, osiągnięte poprzez drobiazgową analizę materialnej rzeczywistości”. Marek Lis również dowodził biegłości reżyserskiej Kieślowskiego, zwracając uwagę na zastosowany przezeń traveling utopijny, „przenoszący narrację w inny czas i miejsce, być może jedynie w sferę niespełnionych marzeń i tęsknot”. Zdaniem Wally’ego Hammonda z magazynu „Time Out” siła filmu bierze się z „precyzyjnego, oszczędnego nakreślenia postaci i okoliczności”, w jakich się spotkały . Sceptyczniej do filmu podeszła Ewelina Wejbert-Wąsiewicz, która podkreślała zawarty w Dekalogu II „relatywizm norm moralnych i religijnych”, ale również koncentrację reżysera bardziej na uczuciach mężczyzn aniżeli na emocjach brzemiennej Doroty.
Joseph Cunneen stwierdzał, iż kłamstwo ordynatora ma zasadniczy wpływ na jego wewnętrzną przemianę: „nie tylko uratował pacjenta, ale jego afirmujące życie kłamstwo przynosi wewnętrzną przemianę jego dotychczasowej samotnej egzystencji”. Jak twierdziła Ruth Perlmutter, w owej kluczowej przemianie (tak jak w całym cyklu Dekalog) ważną rolę odgrywa tajemniczy mężczyzna grany przez Artura Barcisia, występujący w Dekalogu II jako szpitalny laborant.